# Sekule (stacja kolejowa)
Sekule – stacja kolejowa w miejscowości Sekule, w kraju trnawskim, na Słowacji. Znajduje się na linii Bratysława - Kúty - Břeclav. Jest zasilana przez system prądu przemiennego 25 kV/50 Hz.

## Infrastruktura
Stacja posiada 5 torów transportowych i 1 tor przeładunkowy. Perony znajdują się na torach 1, 2, 3 i 4. Na stacji znajduje się kasa biletowa ZSSK, która wydaje krajowe bilety podróżne. Na stacji kolejowej znajduje się przystanek autobusowy. 
Parking dla rowerzystów i rowerzystów jest dostępny przy stacji. 

## Linie kolejowe[1]
- Linia 110 Devínska Nová Ves – Skalica